# Jeremy Beecham
Jeremy Hugh Beecham (né le 14 novembre 1944) est un homme politique travailliste britannique et un haut responsable du gouvernement local anglais. Il est chef du conseil municipal de Newcastle et premier président de l'Association des collectivités locales. Il est président élu du Comité exécutif national du Parti travailliste (octobre 2005 - septembre 2006). Il est juif et membre du conseil d'administration du New Israel Fund au Royaume-Uni. 

## Biographie
Il fait ses études à la Royal Grammar School de Newcastle upon Tyne et à l'University College d'Oxford (1962–65), où il obtient un diplôme de premier ordre en droit puis devient avocat. Il rejoint le Parti travailliste en 1959 et est élu conseiller de Benwell lors des élections au conseil municipal de Newcastle du 11 mai 1967. Il se présente au Parlement sans succès à Tynemouth en 1970. Il préside le comité des services sociaux du conseil de 1973 à 1977 et est chef du conseil de Newcastle de 1977 à 1994, présidant le comité des finances de 1979 à 1984. 
En 1991, Beecham devient président de l'Association des autorités métropolitaines (AMA). Lorsque l'AMA fusionne avec l'Association des conseils de district et l'Association des conseils de comté le 1er avril 1997 pour former l'Association du gouvernement local, il devient le premier président de la LGA. Il est, depuis 2006, vice-président de la LGA et continue de présider le groupe du travail de la LGA. Il est le président de la British Urban Regeneration Association (maintenant pliée). Beecham appartient aux Amis travaillistes d'Israël. 
Beecham est membre de nombreux conseils d'administration et comités à Newcastle et dans le nord-est de l'Angleterre et conseille le gouvernement. Il est membre du Comité exécutif national du Parti travailliste depuis 1998 et en est le président. Il est fait Knight Bachelor dans les honneurs d'anniversaire de 1994. Il est nommé Freeman de la ville de Newcastle en 1995. Il est lieutenant adjoint du comté de Tyne and Wear et continue de représenter Benwell et Scotswood au conseil municipal. Il est membre du conseil de l'association caritative Common Purpose depuis 1989. 
Le 20 juillet 2010, Beecham est créé pair à vie avec le titre de baron Beecham, de Benwell et Newcastle upon Tyne dans le comté de Tyne and Wear et est présenté à la Chambre des lords le 28 juillet 2010 siégeant sur les bancs travaillistes.